# Camada malpighiana
Camada malpighiana, também conhecida como camada espinhosa da epiderme, é composta de células que se achatam à medida que se exteriorizam. Essas células são unidas umas às outras por desmossomos, que da esse aspecto espinhoso. Essa camada fica entre a camada basal e a camada granulosa.